# Giovanni Chizzoletti
Giovanni Chizzoletti, o Chisoletti (Bergamo, 1655 circa – post 1733), è stato un pittore italiano.

## Biografia
Del pittore Giovanni Chizzoletti, dalle probabili origini bergamasche, è rimasta poca documentazione.
I registri della chiesa di San Alessandro in Bergamo, documentano che fosse sposato con Teodora Pozzi dalla quale ebbe un figlio il 23 marzo 1707 dal nome Bartolomeo, si desume quindi che avesse abitato per un lasso di tempo in Via San Alessandro in colonna a Bergamo, questo è quanto di privato ci rimane  di lui, ma sono tantissime le sue testimonianze pittoriche nella bergamasca. 
Studiando le caratteristiche delle sue pitture, che hanno solo soggetti sacri, si ipotizza che si sia recato nel Veneto avendo collegamenti con le pitture di Maganza e di Pietro e Gaspare della Vecchia, inoltre la sua tecnica, simile a quella di  Gian Paolo Cavagna,  fa presupporre che abbia studiato la sua arte, tanto da imitarne lo stile.
Pittore che venne poco considerato, anzi dal conte Marenzi venne classificata ignobile la sua pittura  nella  Guida per il forestiero del 1824.
La vicinanza ad altri pittori, come il Salmeggia o Pietro Gualdi Lodrini e il Cavagna stesso sicuramente migliorarono e condizionarono la sua pittura che non riuscì mai però ad avere una propria peculiarità.

## Opere
alcune delle sue opere non sono più reperibili, ma resta testimonianza scritta.
- Madonna e santi (1697) chiesa di Boccaleone in Bergamo;
- Crocefissione con santi (1702) nella parrocchiale di Osio Sotto;
- Gesù sotto la croce che incontra il Cireneo (1708) refettorio del convento di S. Grata in Bergamo;
- Adorazione dei Re Magi nella parrocchiale di Osio Sotto (1710) in cattivo stato di conservazione;
- Immacolata con i santi Fermo e Rustico (1714) nella parrocchiale di Fuipiano Valle Imagna;
- Angelo custode, finora sconosciuto ed attribuito al Cotta nel santuario della Madonna del Pianto ad Albino;[4]
- Santi Alessandro e Mauro, chiesa di san Benedetto a Bergamo,
- Storie di san Giorgio (condanna e decapitazione) parrocchiale di Zandobbio del 1712,

L'Accademia Carrara di Bergamo vi è un Sacra famiglia con san Domenico  che si considera attribuita al pittore.
Gli affreschi eseguiti per la chiesa di S. Leonardo (1688), di S. Antonio delle terziarie francescane, di S. Gottardo e di S. Caterina (1713) in Bergamo sono scomparsi.